# ANT1
ANT1 o Antenna (en griego Αντέννα), es un canal de televisión de Grecia, fundado por el armador y empresario Mínos Kyriakoú. Comenzó sus emisiones el 31 de diciembre de 1989, y su programación es generalista.
El nombre del canal es un juego de palabras entre el número uno en griego, "ena", y la palabra antena.

## Historia
En 1988, el armador griego Mínos Kyriakoú puso en marcha una emisora de radio en Atenas, y meses después consiguió una licencia para emitir en Salónica. Un año después, el Gobierno griego liberalizó el mercado televisivo, lo que animó a Kiriakou a solicitar una concesión de televisión nacional.
ANT1 comenzó sus emisiones el 31 de diciembre de 1989, un mes después que su competidor Mega Channel. Para destacar entre la competencia, Kiriakou contrató a productoras que adaptaron los programas más populares de la televisión estadounidense al público griego. El canal se convirtió con rapidez en el más visto del país, condición que mantuvo hasta 2005. Actualmente, su parrilla se nutre de ficción griega, entretenimiento e informativos.